# Centro Científico Tecnológico de Bahía Blanca
El Centro Científico Tecnológico de Bahía Blanca es uno de los catorce centros ubicados a lo largo de Argentina dependientes del CONICET y del Ministerio de Educación, Cultura, Ciencia y Tecnología ubicado en la ciudad de Bahía Blanca. Agrupa a doce institutos de investigación de doble dependencia entre el CONICET y la Universidad Nacional del Sur y una Unidad de Administración Territorial (UAT). Fue creado por la Resolución del Directorio n.º 1447, el 13 de junio de 2007, contando actualmente con más de 1000 investigadores, profesionales, tecnólogos y becarios.

## Institutos de Investigación
- Centro de Recursos Naturales Renovables de la Zona Semiárida (CERZOS);
- Instituto Argentino de Oceanografía (IADO);
- Instituto de Ciencias e Ingeniería de la Computación (ICIC);
- Instituto de Investigaciones Económicas y Sociales del Sur (IIESS);
- Instituto de Física del Sur (IFISUR);
- Instituto de Investigaciones en Ingeniería Eléctrica (IIIE);
- Instituto de Ciencias Biológicas y Biomédicas del Sur (INBIOSUR),
- Instituto Geológico del Sur (INGEOSUR),
- Instituto de Investigaciones Bioquímicas de Bahía Blanca (INIBIBB),
- Instituto de Matemática de Bahía Blanca (INMABB),
- Instituto de Química del Sur (INQUISUR) y
- Planta Piloto de Ingeniería Química (PLAPIQUI)